# Latynka

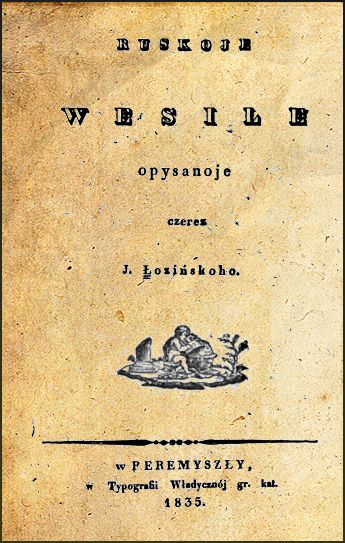
«Ruskoje wesile» (1835).

Il latynka è un sistema di scrittura della lingua ucraina che adotta come simboli quelli dell'alfabeto latino.
L'alfabeto latino ucraino si è sviluppato nell'occidente dell'Ucraina intorno a Leopoli, città appartenuta storicamente all'Austria-Ungheria ed alla Polonia.

## Storia
La lingua ucraina è stata scritta occasionalmente nell'alfabeto latino fin dal XVI secolo. Le prime versioni somigliavano molto all'alfabeto polacco, poiché l'Ucraina centro-occidentale faceva parte della Polonia, assimilandone parzialmente la scrittura.
Nell'Ottocento un prete ucraino, Josyp Łozynski Ivanovyč, autore della pubblicazione "Ruskoje wesile", nel 1834 tentò di promuovere ufficialmente l'alfabeto latino in Ucraina.
Successivamente, quando l'Ucraina occidentale passò sotto l'Impero asburgico, gli Ucraini locali furono sottoposti ad un tentativo di occidentalizzazione condotto sotto la supervisione di Josef Jireček nel 1859. Questo tentativo riguardava anche l'uso dell'alfabeto latino, ma fu un fallimento poiché gli Ucraini lo vedevano come uno strumento di assimilazione per farli diventare "Polacchi". Il fatto poi che i Polacchi e gli Austriaci, che promuovevano l'alfabeto latino fossero cattolici, aumentò il rifiuto degli ortodossi - che erano la maggioranza degli Ucraini - ad accettare il latynka al posto del cirillico.
Dopo la prima guerra mondiale fu creata nell'Ucraina occidentale la Repubblica Nazionale dell'Ucraina Occidentale, in cui fu ufficializzato l'uso dell'alfabeto latino ucraino. Nel 1919 furono stampate nella capitale Leopoli (Lvov) i primi quattro francobolli della repubblica, con l'iscrizione "Zakhidno-Ukrainska Narodna Republika". Tuttavia questa piccola repubblica scomparve dopo circa un anno, assimilata parzialmente dall'Unione Sovietica, che reimpose il cirillico.
Nel 1927 i linguisti Boris Tkačenko, Majk Jogansen e Mykajlo Nakonečnyj, in una conferenza a Charkiv proposero per l'ultima volta l'uso del latynka per la lingua ucraina, ma ricevettero il rifiuto definitivo dal regime sovietico specialmente dopo l'ascesa al potere di Stalin.
Tra il 1941 ed il 1944, nei territori ucraini sottomessi ai Tedeschi ed ai Romeni fu favorito l'uso dell'alfabeto latino, anche se non fu ufficializzato il latynka.
Una delle conseguenze della rivoluzione arancione dell'Ucraina nel 2004 è stata la discussione sulla possibilità di occidentalizzare vari settori ed aspetti dell'Ucraina. Uno di questi aspetti promossi dal gruppo politico di Viktor Juščenko riguardava l'alfabeto della lingua ucraina, che ufficialmente è basato sul cirillico, usando al suo posto il latynka oppure una versione molto simile chiamata "euro-ucraino".

## Alfabeto latynka
L'alfabeto latynka è molto simile a quelli usati in Polonia e all'alfabeto della Bielorussia detto łacinka.
| Aa | Bb | Cc | Ćć | Czcz | Dd   | Ďď | Ee | Ff | Gg |
| Hh | Ii | Jj | Kk | Ll   | Łł   | Mm | Nn | Ńń | Oo |
| Pp | Rr | Ŕŕ | Ss | Śś   | Szsz | Tt | Ťť | Uu | Ww |
| Yy | Zz | Źź | Žž |      |      |    |    |    |    |

Esempio di scritto in alfabeto latino ucraino:
Latynka
Vsi ľudy narodžujuťśa viľnymy i rivnymy u svojij hidnosti ta pravach. 
(Deklaracija Zahaľnych Sprav Ľudyny, Statťa 1)
Cirillico
Всі люди народжуються вільними і рівними у своїй гідності та правах. 
(Від Декларації Загальних Справ Людини, Стаття 1)
Traslitterazione del cirillico
Vsi ljudy narodžujut'sja vil'nymy i rivnymy u svoïj hidnosti ta pravach. 
(Vid Deklaraciï Zahal'nych Sprav Ljudyny, Stattja 1)
Italiano
Tutti gli uomini nascono liberi ed uguali in dignità e diritti. 
(Dichiarazione Universale dei Diritti dell'Uomo, articolo 1)

## Alfabeto Euro-ucraino
L'alfabeto Euro-ucraino è un alfabeto ucraino basato sull'alfabeto latino, ed è un altro modo per scrivere la lingua ucraina con l'alfabeto latino. L'Euro-ucraino può essere utilizzato per traslitterare nomi di persona e città ucraine.

### Alfabeto
| A a   | Ja ja | B b   | C c | Ć ć   | Č č   | Ch ch | D d | Ď ď   | E e | Ě ě   | Je je | F f   | G g   | H h |
| А а   | Я я   | Б б   | Ц ц | Ць ць | Ч ч   | Х х   | Д д | Дь дь | Е е | Є є   | Є є   | Ф ф   | Ґ ґ   | Г г |
| I i   | Ji ji | J j   | K k | L l   | Ľ ľ   | M m   | N n | Ń ń   | O o | Io io | P p   | R r   | Ŕ ŕ   | S s |
| І і   | Ї ї   | Й й   | К к | Л л   | Ль ль | М м   | Н н | Нь нь | О о | йо    | П п   | Р р   | Рь рь | С с |
| Ś ś   | Š š   | Šč šč | T t | Ť ť   | U u   | Ju ju | V v | W w   | Y y | Ý ý   | Z z   | Ź ź   | Ž ž   |     |
| Сь сь | Ш ш   | Щ щ   | Т т | Ть ть | У у   | Ю ю   | В в | В в   | И и | ий    | З з   | Зь зь | Ж ж   |     |

Note
- ja – viene usato a inizio di parola e dopo un segno duro
- ia – non viene mai usato a inizio parola, solo dopo una consonante palatizzata
- Ě ě – opzionale, usato in alcune parole prese in prestito, come Ěvropa e Ěvanhelija
- Non viene mai usato l'apostrofo: об’єднання – objednanńa, ім’я – imja, non *im’ja
- ľa – ля, ľe – лє, ľo – льо, ľu – лю
- la – ла, le – ле, lo – ло, lu – лу, io – йо
- Ď Ľ Ť vengono usati prima di: ia, io, ie, iu, e vengono scritti come: Ďa, Ľa, Ťa, ecc.
- Ń Ć Ś Ź – ńa ća śa źa
- io  – invece di jo per йо. (esempio: серйозний → seriozný, invece di serjoznyj o мiльйон → miľion, anziché miľjon);
- Ŕ ŕ –può essere usato prima di я, ю, ї, є. (esempio: Уряд →  Uŕad)
- W è usato in Waršawa (parola polacca), e Washington (parola inglese), e in parole straniere. Può essere usato nel caso la v sia doppia.
- Дз – DZ dz
- Дж – DŽ dž

### Esempi
- Kyjiv, non Kyiv
- Vinnyćka Oblasť, non Vinnyts'ka oblast'
- Žmerynka, non Zhmerynka
- Zakarpatťa
- Krym (Crimea)
- Ternopiľ
- Ľviv
- Policija – (Polizia)
- Prydnistrovja – (Transnistria)
- Nacionaľný Bank Ukrajiny – (Banca nazionale ucraina)

### Frasi comuni in ucraino
- Pryvit – Ciao
- Dobrý deń – Buongiorno
- Dobroho ranku – Buongiorno (lett. Buona mattina)
- Dobrý večir – Buonanotte, Buon pomeriggio
- Jak spravy? – Come stai?
- Buď laska – Per favore
- Prošu – Per favore
- Ďakuju – Grazie
- Duže ďakuju – Grazie mille
- Tak – Sì
- Ni – No
- Dobre – Bene, buono (agg.)
- Pohano – male, povero (agg.)
- Do pobačenńa – Ciao (congedo), a dopo (formale)
- Smačnoho – Buon appetito
- Ja tebe kohaju – Ti voglio bene

### Dichiarazione universale dei diritti umani, articolo 1
Від Декларації Загальних Прав Людини, Стаття 1
- Всі люди народжуються вільними і рівними у своїй гідності та правах. Вони наділені розумом і совістю і повинні діяти у відношенні один до одного в дусі братерства.

Vid Deklaraciji Zahaľnych Prav Ľudyny, Statťa 1
- Vsi ľudy narodžujuťśa viľnymy i rivnymy u svojij hidnosti ta pravach. Vony nadileni rozumom i sovisťu i povynni dijaty u vidnošenni odyn do odnoho v dusi braterstva.

Tutti gli esseri umani nascono liberi ed eguali in dignità e diritti. Essi sono dotati di ragione e di coscienza e devono agire gli uni verso gli altri in spirito di fratellanza.

### Genesi 1
Perša Knyha Mojsejeva – Butťa 1
1. Napočatku Boh stvoryv Nebo ta zemľu.
2. A zemľa bula pusta ta porožńa, i temŕava bula nad bezdneju, i Duch Božý šyŕav nad poverchneju vody.
3. I skazav Boh: "Chaj staneť śa svitlo!" I stalo śa svitlo.
4. I pobačyv Boh svitlo, ščo dobre vono, – i Boh viddilyv svitlo vid temŕavy.